# Rhipidothuria
Rhipidothuria is een geslacht van zeekomkommers uit de familie Elpidiidae.

## Soorten
- Rhipidothuria racovitzai Hérouard, 1901
- Rhipidothuria verrucosa (Théel, 1879)